# Belcești
Belcesti là một xã thuộc hạt Iași, România. Dân số thời điểm năm 2002 là 11323 người.